# Mustapha Tahir
Mustapha Tahir – marokański piłkarz grający na pozycji obrońcy. W swojej karierze grał w reprezentacji Maroka.

## Kariera reprezentacyjna
W 1980 roku Tahir został powołany do reprezentacji Maroka na Puchar Narodów Afryki 1980. Na tym turnieju rozegrał jeden mecz, grupowy z Gwineą (1:1), w którym strzelił gola. Z Marokiem zajął 3. miejsce w tym turnieju.